# 斗实站
斗實站（：／ Dusil yeok */?）是釜山地鐵1號線沿線的一座地下車站，位於韓國釜山廣域市金井區久瑞洞。

## 車站結構
站體為2面2線曲線式設計側式月台的地下車站，候車月台設有月台幕門，並有8處出口。
本站無法轉乘對向列車。

### 月台配置
| 久瑞 ↑ |
| \| 上  |
| ↓ 南山 |

| 月台 | 路線               | 目的地                                       |
| ---- | ------------------ | -------------------------------------------- |
| 上行 | ●釜山都市铁道1号线 | 東萊、西面、釜山站、新平、多大浦海水浴場方向 |
| 下行 | ●釜山都市铁道1号线 | 梵魚寺、老圃方向                             |

## 歷史
- 1985年7月19日：落成啟用。

## 車站周邊
- 釜山阿爾法塔清真寺（英语：Busan Al-Fatah Mosque）
- 安國禪院
- 南山中學
- 國民銀行斗實站分行
- 釜山銀行（朝鲜语：부산은행）斗實站分行
- NH農協銀行久瑞洞分行

## 圖片

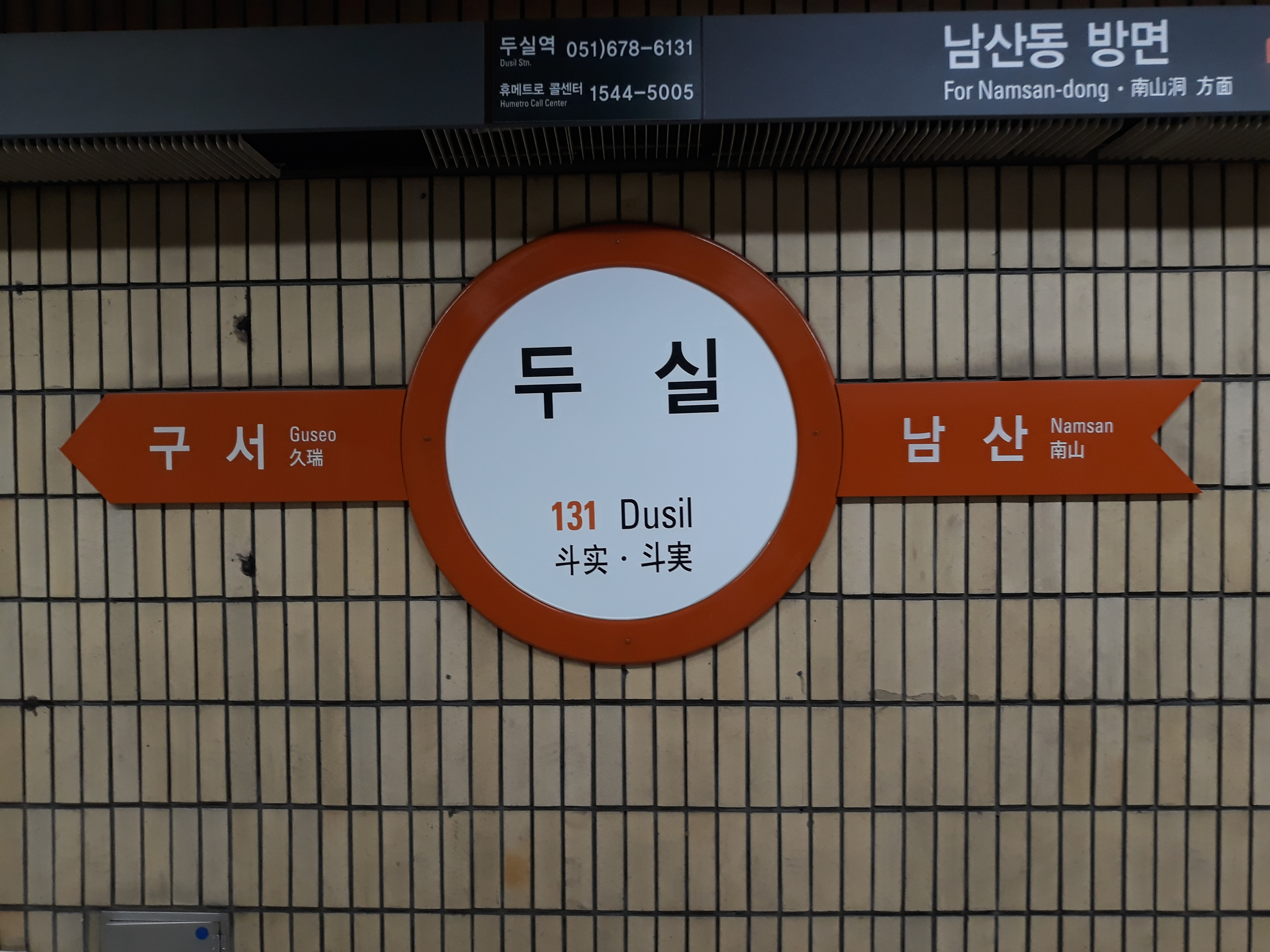
站名牌
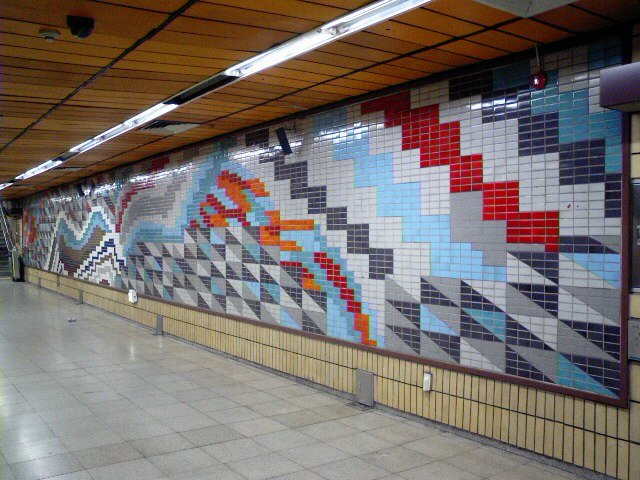
車站廊道壁磚
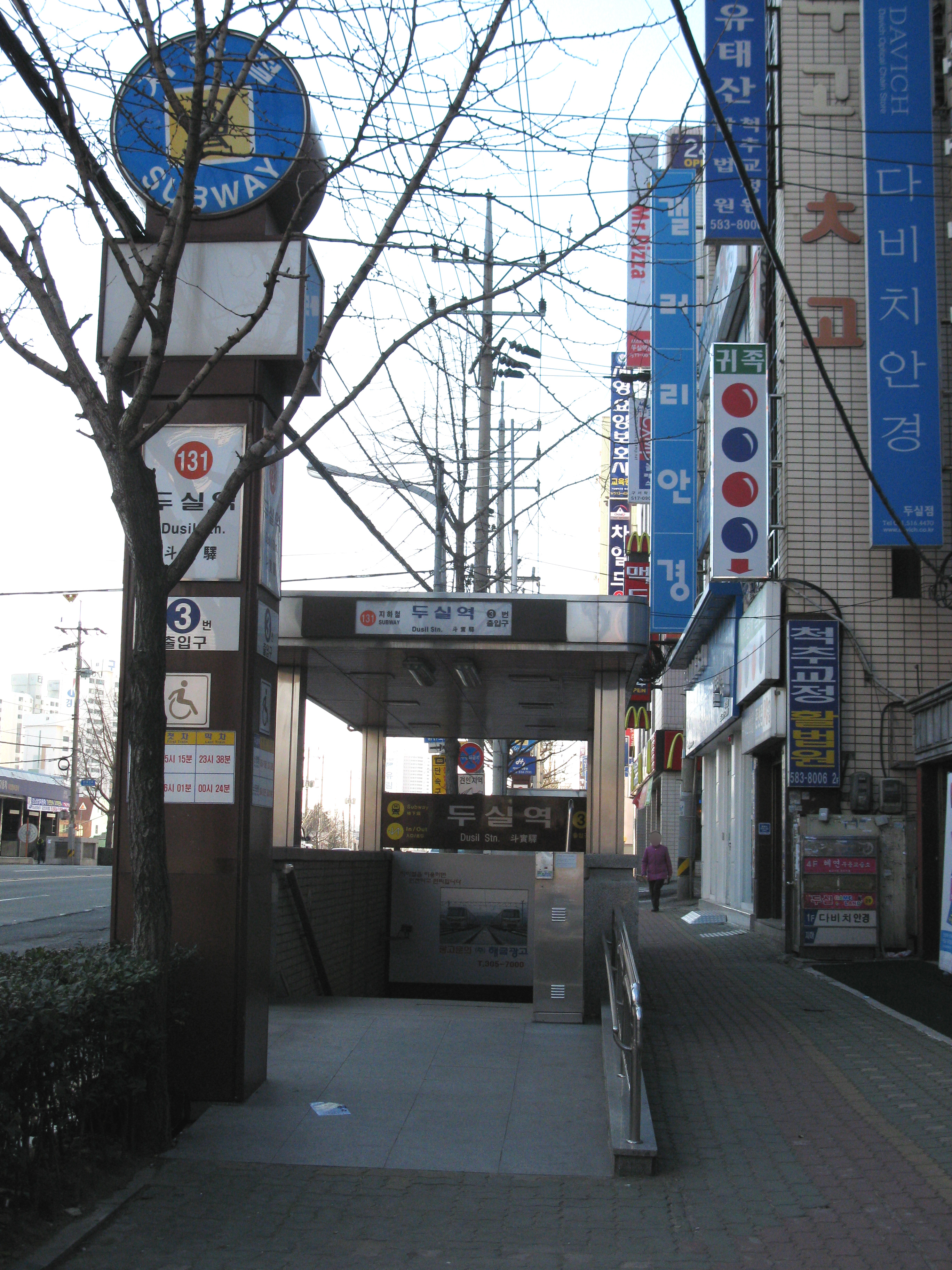
3號出口

## 相鄰車站
釜山交通公社
●釜山都市铁道1号线
久瑞（130）－斗實（131）－南山（132）